# Martha’s Vineyard-sziget

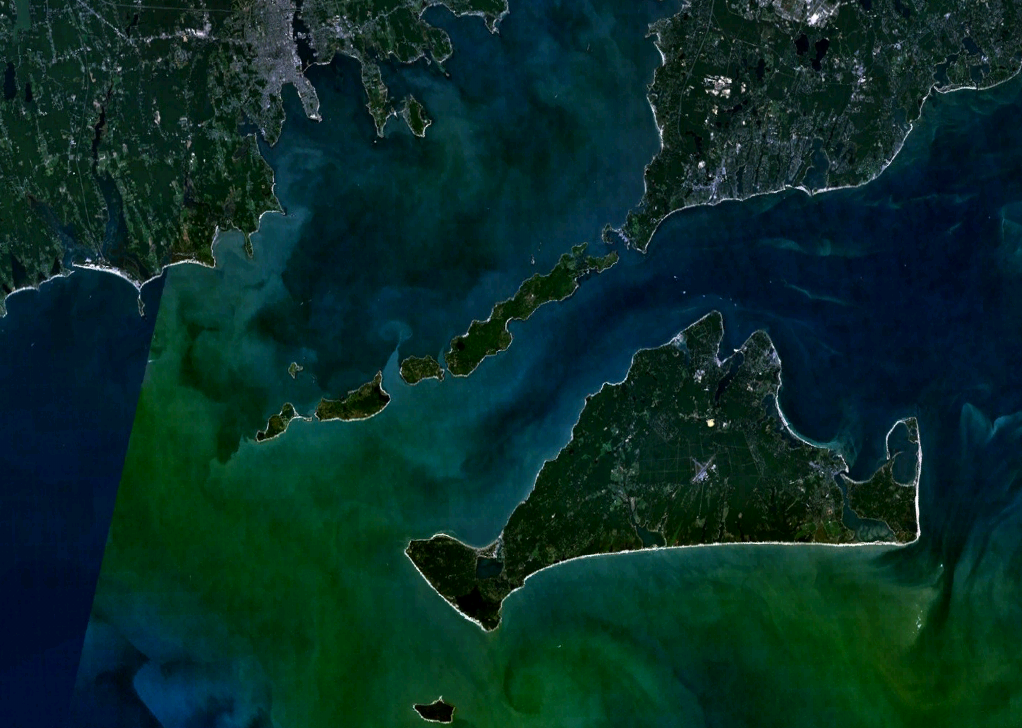
Légifelvétel a Martha's Vineyardról

A Martha’s Vineyard-sziget (a köznyelvben gyakran egyszerűen csak The Vineyard) az Amerikai Egyesült Államok Massachusetts államában található kedvelt nyári üdülőhely. Területe kb. 250 km², tehát kb. akkora, mint a Csepel-sziget (csak annál kicsit rövidebb és szélesebb). 
Hozzá tartozik a kisebb Chappaquiddick Island is, amely összeköttetésben állt a Martha’s Vineyarddal, amíg 2007-ben viharok és hurrikánok el nem választották tőle.

## Városai

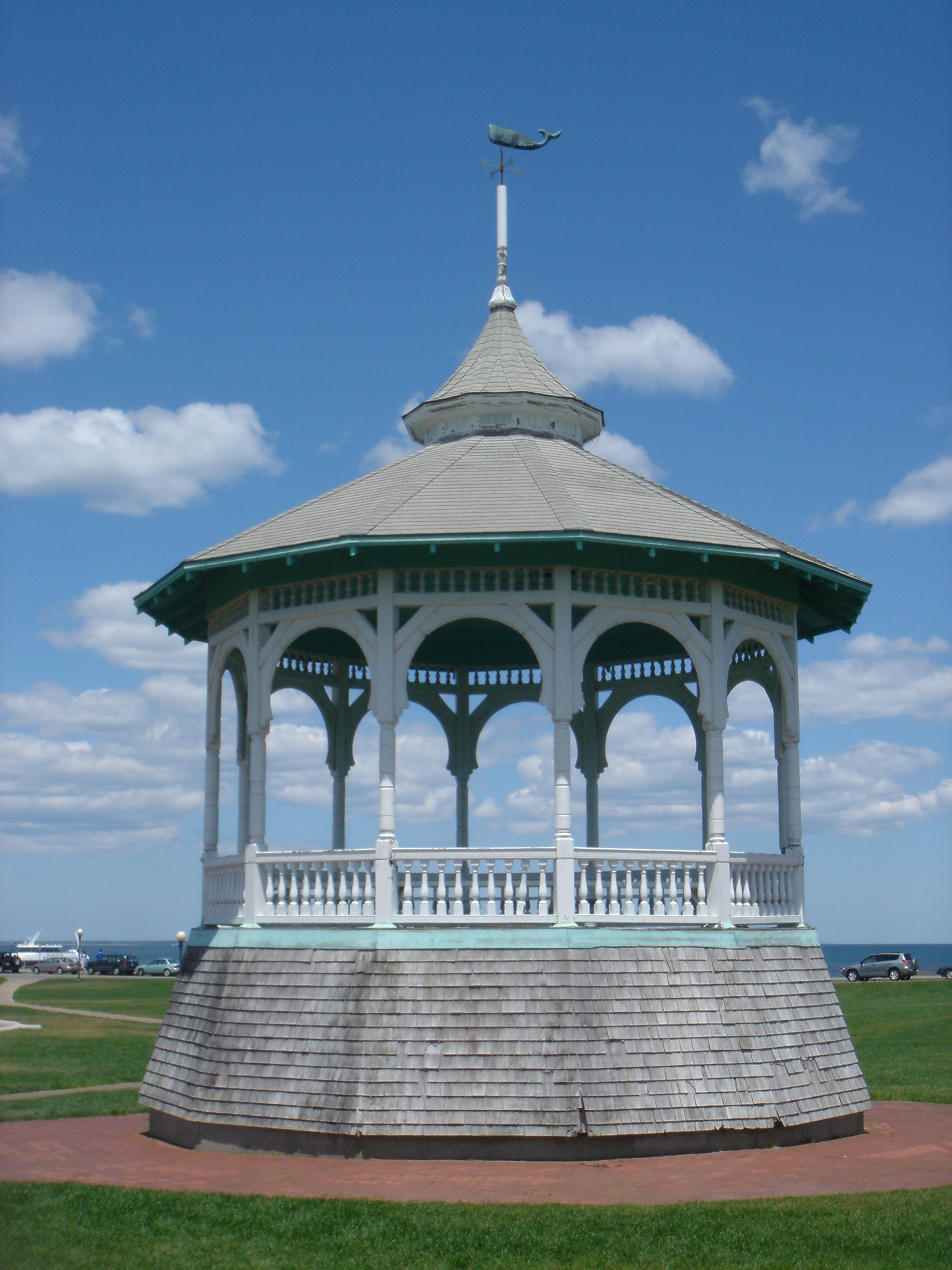
Zenekari pódium az Ocean Parkban, Oak Bluffs

Martha’s Vineyard 6 városra oszlik. A hat város együttesen alkotja a Martha Vineyard-i Bizottságot, amelynek jogkörébe tartozik szigetszerte az építési, környezetvédelmi és városkép-védelmi kérdések szabályozása.[forrás?]
A városok:
- Tisbury,
- Edgartown,
- Oak Bluffs,
- West Tisbury,
- Chilmark,
- Aquinnah (itt él a wampanoag indián törzs)

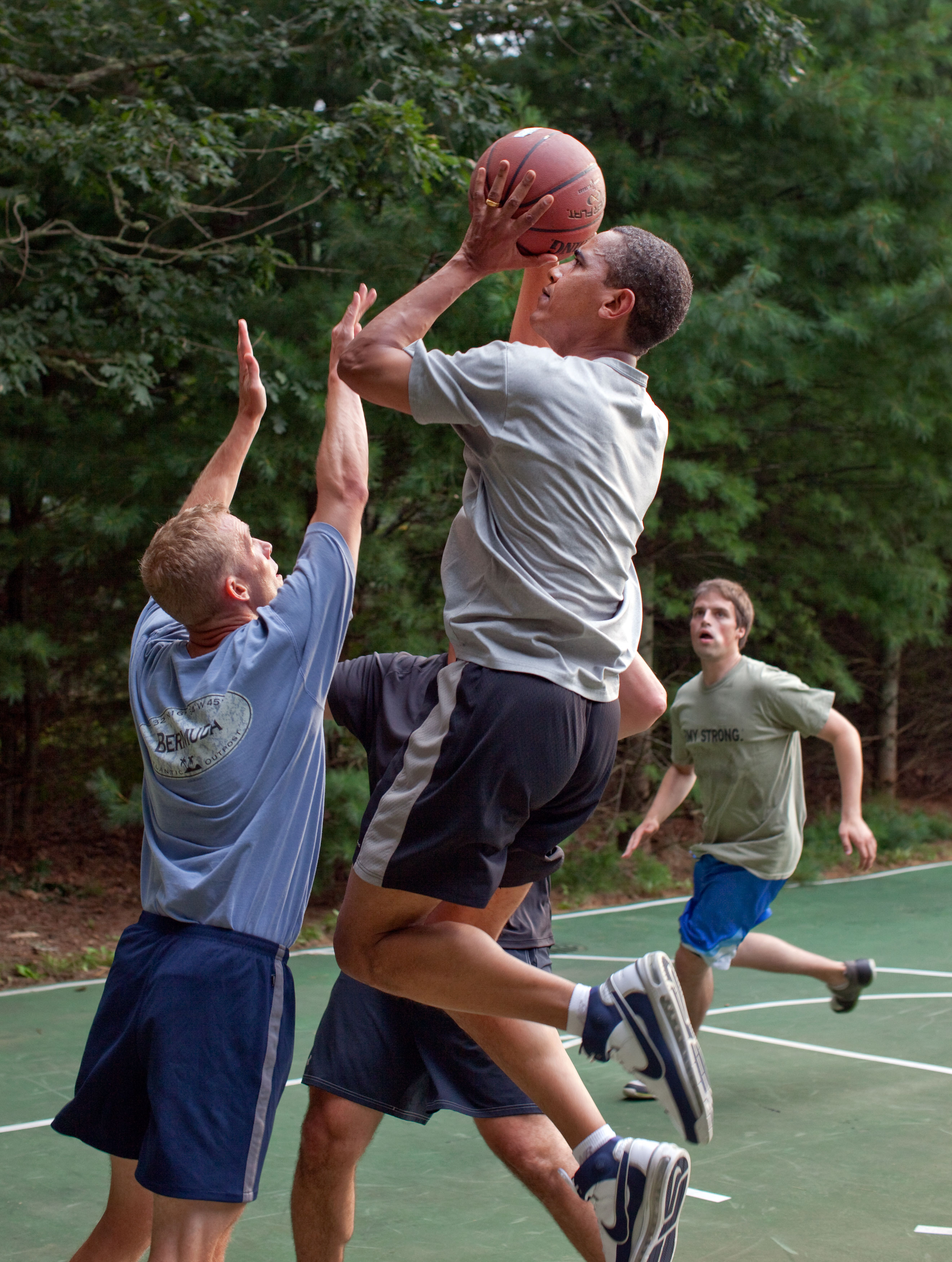
Barack Obama akkori amerikai elnök kosárlabdázik Marta’s Vineyardon való üdülés során, 2009 augusztusában

### Televíziós és rádióállomások
- MVTV – Martha’s Vineyard Community Television Comcast Channels 13, 14, 15 Community Television[4]
- WVVY-LP – 96.7 FM, Martha’s Vineyard Community Radio, Inc.
- WCAI – 90.1 FM, 91.1 FM, 94.3 FM, Cape and Islands NPR station, rádió
- WBUA – 92.7 FM, affiliate of WBUR 90.9 FM, Boston’s NPR news station, rádió;
- WMVY – „Mvyradio”, korábban a 92.7 FM, jelenleg a 88.7 FM frekvencián és online is elérhető
- WYOB-LP – 105.5, The Rhythm of the Rock, Reggae format

### Helyi sajtó
- Vineyard Gazette
- The Martha’s Vineyard Times